# 第聂伯罗
第聂伯罗（羅馬化：Dnipro，發音：[d⁽ʲ⁾n⁽ʲ⁾iˈprɔ] ⓘ）是乌克兰中南部的城市，为该国的第四大城市，人口约一百万，位于第聂伯河畔，也是第聂伯罗彼得罗夫斯克州的首府。
第聶伯羅由於地理條件、歷史因素擁有發達的工礦業，亦以南方机械制造厂、南方設計局等軍事工業聞名。

## 名称
第聂伯罗于1776年建城，名称为叶卡捷琳诺斯拉夫（俄语：Екатериносла́в，意即「叶卡捷琳娜二世的光榮」）。1796年至1802年，保罗一世将此城更名为新罗西斯克（俄语：Новороссийск）。1802年，保罗一世遇刺身亡后，继任的亚历山大一世恢复了此城的原名叶卡捷琳诺斯拉夫。
1926年蘇聯為紀念苏共中央政治局候补委员、全俄中央执行委员会主席团委员格里戈里·彼得罗夫斯基，將城市重新命名为第聶伯羅彼得羅夫斯克（羅馬化：Dnipropetrovsk）。
2016年5月19日，更名为第聶伯羅。

## 歷史

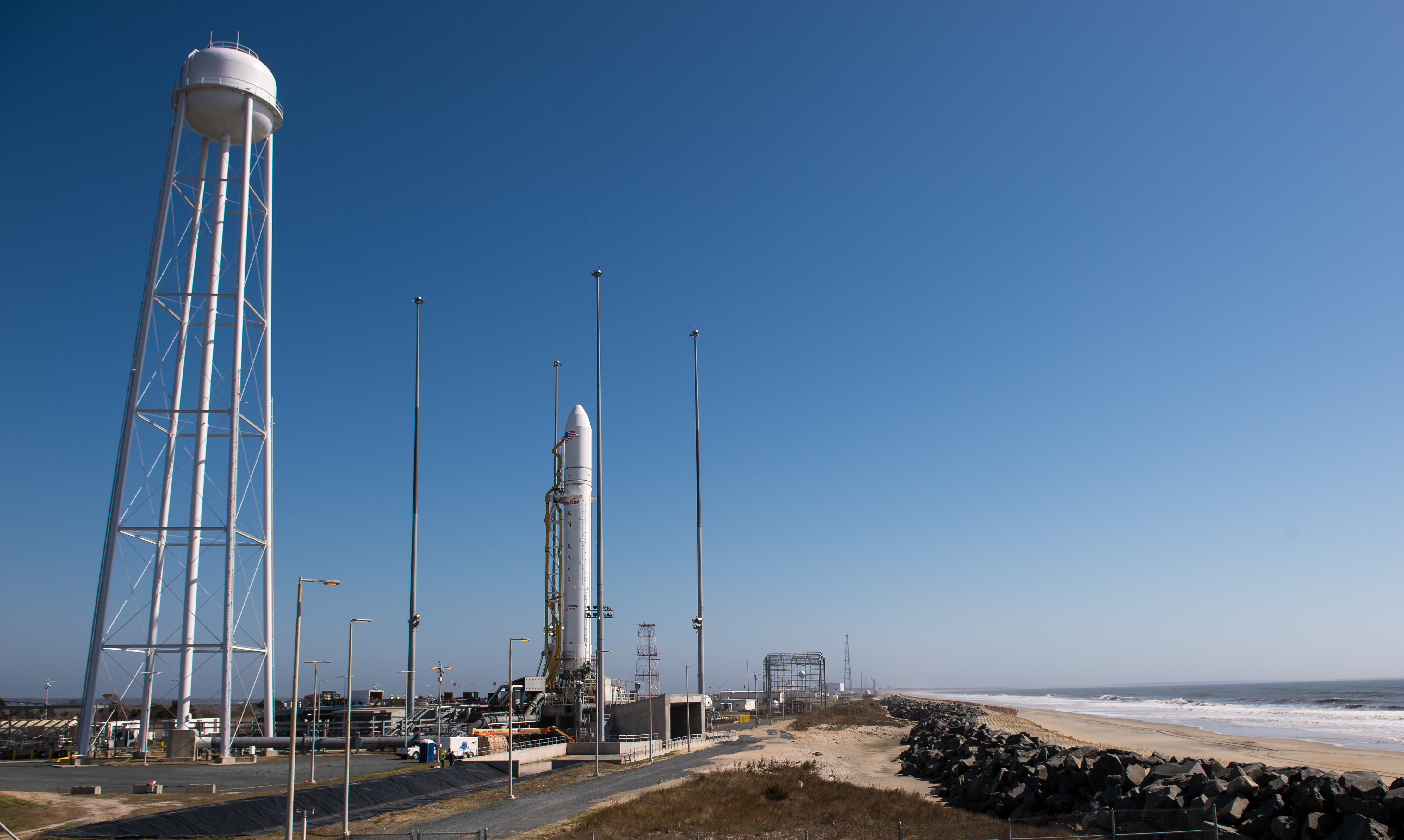
烏克蘭尤日馬什工廠曾以安塔瑞斯運載火箭以及天頂系列運載火箭等產品聞名，圖為安塔瑞斯II

公元1776年，女皇叶卡捷琳娜二世下令修建新城市——叶卡捷琳诺斯拉夫。新的城市位於第聶伯河兩岸，在古老的貿易通道的交叉口。做為南方一個大省的省府，叶卡捷琳诺斯拉夫市多年來僅是該省的農業中心。
1861年的改革之後形勢開始發生變化,農奴制的廢除使得無地農民湧進城市。19世紀末，城裡出現集約化的工業產業，克里瓦洛斯基鐵礦的開採與之密切相聯。城市人口迅速增長。1873年葉卡捷琳娜鐵路投入運營，鐵路將克里瓦洛斯基的鐵礦、頓涅茨的煤礦連接起來，為叶卡捷琳诺斯拉夫冶金業的發展奠定了基礎。
19世紀末，第聶伯羅經濟飛速發展。在建城100週年時，叶卡捷琳诺斯拉夫市人口為4萬8千人，10年後，人口已達12萬1千人。城里大小工廠有1700多座。企業主們所獲取的巨大利潤為城市的基礎設施和公用事業的快速發展奠定了基礎。1896年城市出現電燈，1898年夏天，有軌電車投入運營。1909年，第一個電話局開始營業。
1905年12月8日—22日，切切利夫卡共和国成立，格里戈里·彼得罗夫斯基是它的主要领导人之一。
第聶伯羅克服了因1905年俄国革命引起的經濟衰落後，該市的工業繼續發展。從1910年到1913年，企業的數量從253家增至358家，工業生產總值幾乎增長2倍，其中生鐵、鋼和軋材的生產總量增長60%。公司的利潤增長了3倍。
1919年12月底國內戰爭結束時，第聶伯羅的城市工業遭到毀滅性破壞。在新經濟政策時期，城市工業水平開始恢復，到1926年該市已有92家企業。同年，該市改名第聶伯羅彼得羅夫斯克市。
《加速國家工業綱領》為當時蘇聯冶金中心之一的第聶伯市經濟的繼續發展注入了新的動力。企業進行改建，設備實現了現代化，新建了冶金廠和金屬加工廠，城市人口升至50萬。
苏德战争結束後，40-50年代，第聶伯市開始了新一階段的工業飛速發展，機械製造業（其中包括航空業）、化工、動力都發展到一個新的水平。
60-80年代期間，第聶伯市成為國家幹部的輸送地。該地區的很多人以後都擔任了蘇聯黨政機關的領導職務到90年代初，城市居民人數達120萬，城市面積330平方公里。
蘇聯解體後，第聶伯羅市成為烏克蘭主要的政治、工業、財政、科學和文化中心之一。
於俄羅斯入侵烏克蘭期間，俄軍多次空襲第聶伯羅。於2023年1月14日，俄軍一枚Kh-22導彈擊中Sobornyi區一棟公寓，導致46人死亡、80人受傷。

## 地理
第聶伯羅全市總面積約380平方公里，共分八個行政區。地形以平原和河流為主，並擁有遼闊的大草原、黑土森林和發達的河流網路。

## 人口統計
全市總人口約98萬，烏克蘭人佔總人口的82%，其餘為俄羅斯人、猶太人、白俄羅斯人等。

## 經濟與文化
第聶伯羅位於礦產豐富的烏克蘭東部地區，以黑色金屬作為其支柱產業。該市於俄羅斯帝國、蘇聯時期多次成為大型工業中心，亦是鐵路和航運的重要樞紐。今日第聶伯羅主要工業產品涵蓋：鑄件、板材、線材、箔材、管材、鋼軌、礦山冶金機械、機床、輕工機械、無線電裝備、木工機械、輪胎、塑料、油漆、水泥、紙張、服裝、食品等100多種。
第聶伯羅也是烏克蘭著名的航天科技城，以生產火箭、導彈的尤日馬什工廠（又稱南方機械廠）聞名。同時該市亦為烏克蘭著名的“大學城”，城中分佈包括國立第聶伯大學、國立第聶伯科技大學等15所高等院校，並擁有40多家科研所和設計院。科研所中最著名的為南方設計局，由烏克蘭國家科學院院士、科學博士和副博士於此研製火箭、航空系列產品。
第聶伯羅也是一座文化名城，許多音樂廳和藝術劇院座落於此。

## 氣候
| 第聂伯罗          | 第聂伯罗      | 第聂伯罗    | 第聂伯罗    | 第聂伯罗    | 第聂伯罗    | 第聂伯罗    | 第聂伯罗    | 第聂伯罗    | 第聂伯罗    | 第聂伯罗    | 第聂伯罗    | 第聂伯罗    | 第聂伯罗     |
| 月份              | 1月           | 2月         | 3月         | 4月         | 5月         | 6月         | 7月         | 8月         | 9月         | 10月        | 11月        | 12月        | 全年         |
| ----------------- | ------------- | ----------- | ----------- | ----------- | ----------- | ----------- | ----------- | ----------- | ----------- | ----------- | ----------- | ----------- | ------------ |
| 平均高温 °C（°F） | 0.0 (32.0)    | 1.5 (34.7)  | 7.2 (45.0)  | 15.6 (60.1) | 21.7 (71.1) | 26.1 (79.0) | 27.8 (82.0) | 27.6 (81.7) | 21.1 (70.0) | 14.2 (57.6) | 4.9 (40.8)  | 0.0 (32.0)  | 14.0 (57.2)  |
| 平均低温 °C（°F） | −5.65 (21.83) | −4.1 (24.6) | 0.8 (33.4)  | 9.4 (48.9)  | 16.0 (60.8) | 19.6 (67.3) | 21.3 (70.3) | 20.6 (69.1) | 15.4 (59.7) | 8.4 (47.1)  | 2.5 (36.5)  | −2.1 (28.2) | 8.51 (47.31) |
| 平均降水量 mm（） | 45.0 (1.77)   | 36.0 (1.42) | 34.0 (1.34) | 38.0 (1.50) | 46.0 (1.81) | 59.0 (2.32) | 56.0 (2.20) | 37.0 (1.46) | 36.0 (1.42) | 32.0 (1.26) | 42.0 (1.65) | 52.0 (2.05) | 513 (20.2)   |
| 来源：Gorod.dp.ua |               |             |             |             |             |             |             |             |             |             |             |             |              |

## 交通
- 聶伯城地鐵

## 友好城市
- 中华人民共和国西安市
- 中华人民共和国大连市
- 立陶宛維爾紐斯
- 俄羅斯薩馬拉
- 希腊塞萨洛尼基
- 斯洛伐克日利納
- 塔什干
- 以色列赫茲利亞